# Roman Juswa
Roman Jossypowytsch Juswa (ukrainisch Роман Йосипович Юзва Roman Josyfovyč Juzva; * 7. November 1934 in Chmelnyzkyj, Ukrainische SSR; † 14. November 2003 in Iwano-Frankiwsk, Ukraine) war ein ukrainischer Dichter und Journalist.

## Leben
Roman Jossypowytsch Juswa kam im Dorf Hretschani (Гречані), heute ein Ortsteil der Stadt Chmelnyzkyj, zur Welt.
Jusawas Vater wurde 1938 vom NKWD als angebliches Mitglied einer antisowjetischen Aufständischenorganisation, in der er für einen fremden Staat spionierte, festgenommen und am 29. September 1938 zum Tode verurteilt und erschossen. Seine Mutter wurde zunächst vertrieben und dann für ein Jahr inhaftiert.
Nachdem er das Gymnasium in Schpola in der Oblast Tscherkassy, wo sein Onkel lebte, mit Auszeichnung abgeschlossen hatte, begann er ein Studium an der Bergbau-Fakultät des Polytechnischen Instituts in Kiew, das er 1958 absolvierte. Anschließend arbeitete er in einem Salzbergwerk in der transkarpatischen Ortschaft Solotwyno.
Von 1961 an arbeitete er am Metallurgischen Kombinat und danach am Design- und Technologie-Institut in Iwano-Frankiwsk. Seit 1967 war er in Iwano-Frankiwsk als Journalist tätig, verfasste poetische Werke und journalistische Artikel.
Juswa war Mitglied des Nationalen Schriftstellerverbandes der Ukraine und Mitglied des Nationalen Journalistenverbandes der Ukraine. Roman Juswa gehörte in den späten 1980er und frühen 1990er Jahren zu den Ersten, die für die Unabhängigkeit der Ukraine kämpften. Er hinterließ ein enormes poetisches Erbe und viele seiner Dichtungen wurden vertont. Seine Dichtung und seine öffentliche Position war von einem hohen Bürgerbewusstsein und der Offenbarung patriotischer Gefühle gekennzeichnet.
1977 gewann er den Literatur- und Kunstpreis Myroslaw Irtschan und 2005 wurde ihm posthum der Preis der Stadt Iwano-Frankiwsk für das Buch An der Kreuzung des Schicksals verliehen.

## Werke
- Береза під вікном (1972) dt. Birke unter dem Fenster
- З глибин землі (1977) dt. Aus den Tiefen der Erde
- Вишийте веселку (1981) dt. Verschönere den Regenbogen
- Надія (1985) dt. Hoffnung
- Біль (1992) dt. Schmerz
- Поклик землі (1994) dt. Der Ruf der Erde
- Світло любові (2000) dt. Das Licht der Liebe
- Віче правди (2002) dt. Die Kammer der Wahrheit

posthum veröffentlichte Sammlungen:
- На перехрестях долі (2004) dt. An der Kreuzung des Schicksals
- Чарівна тилинка (2006) dt. Magische Distel (Märchen und Gedichte für Kinder)
- Я належу Україні (2010) dt. Ich gehöre zur Ukraine
- Світи, моя любове, Україно (2011) dt. Welten, meine Liebe, Ukraine[5][3][4]